# 五里堡站
五里堡站（原名郑州南站）是一个京广线上的铁路车站，位于河南省郑州市管城回族区十八里河镇，建于1960年，目前为三等站，邮政编码为450047。目前为郑州站的客技站，为郑州站始发列车提供客车整备；货运：办理整车、零担、集装箱货物发到。